# Camboja nos Jogos Olímpicos de Verão da Juventude de 2010
O Camboja participou dos Jogos Olímpicos de Verão da Juventude de 2010 em Cingapura. Sua delegação foi composta por três atletas que competiram em três esportes. O Camboja conquistou sua primeira medalha olímpica nesses Jogos da Juventude, sendo um bronze no atletismo.

## Medalhistas
| Medalha | Nome       | Esporte | Evento             | Data         |
| ------- | ---------- | ------- | ------------------ | ------------ |
| Bronze  | Sothea Sam | Judô    | Até 44 kg feminino | 21 de agosto |

## Atletismo
| Evento           | Atleta       | Qualificação | Qualificação | Final      | Final        |
| Evento           | Atleta       | Resultado    | Posição      | Resultado  | Posição      |
| ---------------- | ------------ | ------------ | ------------ | ---------- | ------------ |
| 3000 m masculino | Samphors Som | 10:16.03     | 20º          | Não largou | -- (Final B) |

## Judô
| Evento     | Atleta             | 1ª rodada    | 2ª rodada                     | Semifinal                    | Disputa pelo bronze A         | Pos. final |
| ---------- | ------------------ | ------------ | ----------------------------- | ---------------------------- | ----------------------------- | ---------- |
| Sothea Sam | Até 44 kg feminino | Sem oponente | BAH Cynthia Rahming V 012-000 | HUN Barbara Batizi D 000-020 | BUL Yoana Damyanova V 100-000 | [ 4 ]      |

| Evento                                       | Atleta         | 1ª rodada                  | 2ª rodada                 | Semifinais  | Final       | Pos. final |
| -------------------------------------------- | -------------- | -------------------------- | ------------------------- | ----------- | ----------- | ---------- |
| Sothea Sam (como integrante da equipe Osaka) | Equipes mistas | ZZX Equipe Barcelona V 5-3 | ZZX Equipe Belgrado D 4-4 | Não avançou | Não avançou | 5º         |

## Natação
| Evento               | Atleta   | Qualificação | Qualificação | Semifinais  | Semifinais  | Final       | Final       |
| Evento               | Atleta   | Resultado    | Posição      | Resultado   | Posição     | Resultado   | Posição     |
| -------------------- | -------- | ------------ | ------------ | ----------- | ----------- | ----------- | ----------- |
| 50 m livre masculino | Odam Lim | 29.44        | 45º (7º q3)  | Não avançou | Não avançou | Não avançou | Não avançou |